# Partido Demócrata Cristiano (República Checa)
El Partido Demócrata Cristiano (en checo: Křesťanskodemokratická strana, KDS) fue un partido político democristiano de la República Checa, que existió entre 1990 y 1996. Fue fundado poco después de la Revolución de Terciopelo. Su primer presidente fue Václav Benda y su segundo y último presidente fue el exministro de Educación Ivan Pilip en el período 1993-1996.

## Historia
El KDS fue fundado en 1990 por un grupo de intelectuales y disidentes de Checoslovaquia. El primer congreso se celebró en marzo de 1990 y el ex disidente Václav Benda fue elegido presidente del nuevo partido.
En las primeras elecciones libres de Checoslovaquia en junio de 1990, el partido participó como parte de la coalición electoral Unión Demócrata Cristiana (junto con el Partido Popular Checoslovaco y el eslovaco Movimiento Demócrata Cristiano). La coalición obtuvo el 8,4% de los votos y 20 escaños en el Consejo Nacional Checo.
En las elecciones parlamentarias de 1992, participó en una lista electoral común con el gobernante Partido Democrático Cívico (ODS). En 1996, se fusionó con el Partido Democrático Cívico. La coalición obtuvo el 29,7% de los votos y 76 escaños en el Consejo Nacional Checo. El KDS pasó a formar parte del primer gobierno de Václav Klaus junto con los demócratas cívicos (ODS y ODA) y la Unión Cristiana y Demócrata-Partido Popular Checoslovaco (KDU-ČSL), antiguo Partido Popular Checoslovaco. En 1996, se fusionó con el Partido Democrático Cívico.